# Olteni (okręg Teleorman)
Olteni – wieś w Rumunii, w okręgu Teleorman, w gminie Olteni. W 2011 roku liczyła 2026 mieszkańców.